# Kernville (Oregon)
Kernville (a második világháború idején Millport) az Amerikai Egyesült Államok északnyugati részén, Oregon állam Lincoln megyéjében elhelyezkedő kísértetváros.

## Története
A „régi” Kernville volt a térség első európai települése. A halfeldolgozót üzemeltető Daniel és John H. Kern által 1896-ban alapított Kernville-t csak vízi úton lehetett megközelíteni. A feldolgozót 1907-ben eladták, új tulajdonosai pedig az egyszerűbben megközelíthető déli partra költöztették a posta és a fűrésztelep mellé. A folyó északi oldalát később teljesen elhagyták. 1945-ben az „új” Kernville a korábbi helyszíntől másfél kilométerre volt. A U.S. Route 101 1980-as évekbeli nyomvonal-korrekciója miatt az út később elkerülte a települést. A posta 1896 és 1968 között szakaszosan működött.
A halászat 1920-as évekbeli hanyatlását követően jelentőssé vált a faipar. A második világháborúban a repülőgépekhez szükséges faanyagot a kernville-i feldolgozó biztosította.

## Film
Az 1971-es, Ken Kesey regényén alapuló Olykor egy nagy ötlet című filmet Kernville-ben forgatták.

## Fordítás
- Ez a szócikk részben vagy egészben  a   Kernville, Oregon című angol Wikipédia-szócikk ezen változatának fordításán alapul.  Az eredeti cikk szerkesztőit annak laptörténete sorolja fel. Ez a jelzés csupán a megfogalmazás eredetét és a szerzői jogokat jelzi, nem szolgál a cikkben szereplő információk forrásmegjelöléseként.